# Itō Sakio
Itō Sakio (jap. 伊藤 佐喜雄; * 3. August 1910 in Tsuwanō in der Präfektur Shimane; † 17. Oktober 1971) war ein japanischer Schriftsteller.

## Leben
Sakio wurde 1910 als Sohn der Schauspielerin Izawa Ranja in der Präfektur Shimane geboren. Er besuchte die Oberschule in Osaka, die er vorzeitig verließ. Während seiner Schulzeit lernte er den Kritiker Yasuda Yojūrō kennen, ging bei ihm in die Lehre und wurde Mitglied der japanischen romantischen Schule (日本浪曼派, Nihon romanha) und der Cogito.
1936 war er Kandidat für die Vergabe des Akutagawa-Preises. 1949 erhielt er für Hana no koteki (花の鼓笛) den Iketani-Shinzaburō-Preis. Nach dem Krieg verfasste er Mädchenromane und Lebensbeschreibungen berühmter Personen für Kinder, die in der Bibliothek der Meisterwerke des Kaisei Verlages erschienen.

## Werke (Auswahl)
- 1942 Haru no koeki (春の鼓笛)
- 1942 Shiramei nikki (不知火日記)
- 1943 Hōjō Tokimune (北条時宗)
- 1944 Mori Ōgai (森鴎外)
- 1951 Shimazaki Tōson – Dichter der Leidenschaft (島崎藤村 情熱の文豪, Shimazaki Tōson shōnetsu no bungō)